# Változó futrinka
A változó futrinka (Carabus scheidleri) a futóbogárfélék családjába tartozó , Közép-Európában honos ragadozó bogárfaj.

## Megjelenése

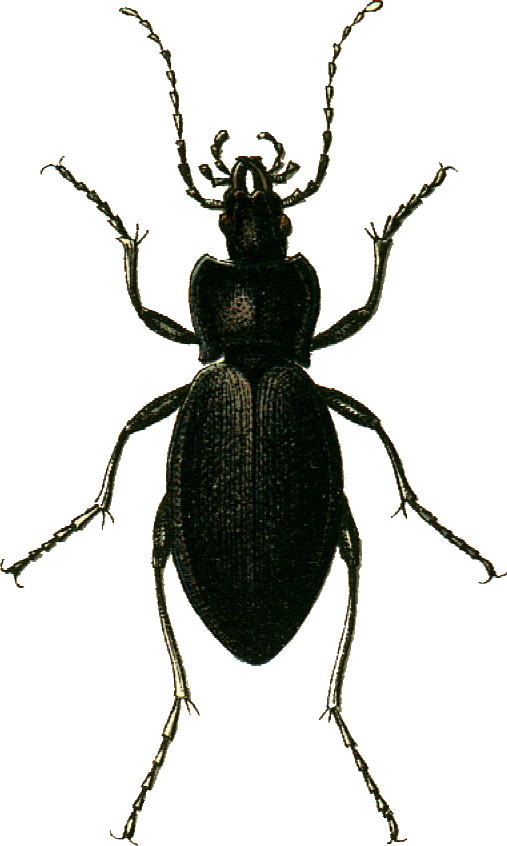

A változó futrinka testhossza 24-33 mm. Színezete változatos: általában sötétkék vagy sötét rézvörös, de lehet lila, kékeszöld vagy zöld is. Előhátának és szárnyfedőinek pereme többnyire élénkebb színezetű. A szárnyfedők felszínén 13-15 vékony borda húzódik, amelyeket apró gödrök szakítanak meg.  

## Elterjedése
Közép-Európában (Ausztria, Csehország, Dél-Lengyelország, Szlovákia, Nyugat-Ukrajna, Magyarország) honos. Magyarországon a Dunántúlon, az Északi-középhegységben (a Bódvától nyugatra) és a Duna-Tisza közén (főleg a Pesti-síkságon) fordul elő. A Budai-hegységben, a Pilisben és Gerecsében élő alfaja (C. s. jucundus) különösen élénk színű. A Bódvától keletre a nagyon hasonló zempléni futrinka (C. zawadskyi) váltja fel.  

## Életmódja
A hegyvidéki erdőkben a leggyakoribb, de egyes alfajai nedves rétekre specializálódtak. 
Magyarországon védett, természetvédelmi értéke 10 000 Ft.